# 额尔德尼 (满族)
额尔德尼（转写：Erdeni；1592年—1634年），满洲正黄旗人。本姓纳喇氏，后由清太宗皇太极赐姓赫舍里氏。额尔德尼因通晓蒙、汉语，被清太祖努尔哈赤赐号“巴克什”。他曾与噶盖共同创制满文，结束了女真人（满洲人）自女真文失传后书信往来只得用蒙古文或汉文的不便。

## 生平
额尔德尼世居住于都英额，他年少聪敏，兼通蒙古、汉文，于清太祖时期归附，隶属于满洲正黄旗。额尔德尼曾从军讨伐蒙古各部，他按照当地习俗、语言、文字宣示意旨、招纳降附，颇有功劳，因此获赐“巴克什”称号。
明万历二十七年（1599年）二月，清太祖令额尔德尼、噶盖二人创制文字。当时女真人因女真文失传而普遍以蒙古语为书面语言，然而会书写蒙古语的人并不多，所以很是不便。但额尔德尼和噶盖仍以女真人长期使用蒙古语行文为由，表示难以改制。对此，清太祖认为，以蒙古语行文，不会蒙古语的人则无法读懂，并告诫二人不应以创建本国文字为难，反以学习他国语言为易，又提出以蒙古文字拼写女真语的概念。于是，额尔德尼和噶盖二人据此方针创制文字。不久，噶盖因卷入孟格布禄预谋刺杀清太祖一事被诛，创制文字之事就由额尔德尼一人总览。完成后，由清太祖裁定并颁布实行。额尔德尼创制的满文与后来达海所作“新满文”区别，被称为“无圈点满文”或“老满文”。
后金天命元年（1616年）努尔哈赤建后金时，由其宣读诏书，参与草创后金的各项制度。天命三年（1618年），清太祖亲征明朝，攻克抚顺后班师。明朝总兵张承荫自广宁率兵追击，额尔德尼同其他将领还击，击败明军，斩张承荫。额尔德尼因功受封男爵。
天聪八年（1634年），额尔德尼奉命迎接察哈尔等归附之人，共计五千户两万口。同年，因贪取东珠等事正法。清太宗对文馆诸臣谈及额尔德尼时曾称赞其为“一代杰出之人”，并赐姓赫舍里氏，归入辅政大臣硕色、大学士希福家族之中。顺治十一年，清世祖追念额尔德尼旧劳，以其首创满文之功绩，与达海一同追谥“文成”。额尔德尼之子萨哈连，官至銮仪卫冠军使。

## 引证
1. ↑  安双成 1993，第124頁
2. ↑  佟永功 2009，第3頁
3. ↑  赵尔巽等 1998，第9253頁
4. 1 2  佚名 & 王钟翰注解 1987，第186頁
5. 1 2 3 4 5 6 7  佚名 & 王钟翰注解 1987，第187頁
6. ↑  佟永功 2009，第4頁
7. 1 2  鄂尔泰 1985，第5327頁
8. ↑  弘昼 2002，第148頁
9. 1 2  鄂尔泰 1985，第5328頁

## 延伸阅读
[在维基数据编辑]
 《清史稿·卷228》，出自趙爾巽《清史稿》